# Padenia
Padenia is een geslacht van vlinders van de familie spinneruilen (Erebidae), uit de onderfamilie Arctiinae.

## Soorten
- P. acutifascia De Joannis, 1928
- P. bifasciatus Rothschild, 1912
- P. cupreifascia Rothschild, 1912
- P. duplicana Walker, 1863
- P. intermedia van Eecke, 1929
- P. moluccensis van Eecke, 1920
- P. obliquifascia Rothschild, 1920
- P. sordida Rothschild, 1912
- P. transversa Walker, 1854
- P. triseparata Debauche, 1938
- P. unifasciana Strand, 1922